# Gare d'Orrouy - Glaignes
 (janvier 2023).
Si vous disposez d'ouvrages ou d'articles de référence ou si vous connaissez des sites web de qualité traitant du thème abordé ici, merci de compléter l'article en donnant les références utiles à sa vérifiabilité et en les liant à la section « Notes et références ».
La gare d'Orrouy - Glaignes est une ancienne gare ferroviaire française de la ligne d'Ormoy-Villers à Boves, située sur le territoire de la commune d'Orrouy, à proximité de Glaignes, dans le département de l'Oise, en région Hauts-de-France.

## Situation ferroviaire
Établie à 61 m d'altitude, la gare de d'Orrouy - Glaignes est située au point kilométrique (PK) 65,279 de la ligne d'Ormoy-Villers à Boves, entre les gares fermées de Séry-Magneval et de Béthisy-Saint-Pierre.

## Histoire
Cette gare, ouverte en 1882, est fermée[Depuis quand ?].